# Bentley EXP 10 Speed 6
La Bentley EXP 10 Speed 6 est un concept car GT du constructeur automobile britannique Bentley, présenté au Salon international de l'automobile de Genève 2015.

## Description
Le véhicule, conçu par les designers Luc Donckerwolke et Sang Yup Lee, est une version grand tourisme allégée de la Bentley Continental GT3-R à moteur W12 de 2014. Il est, entre autres, inspiré et intégré dans la gamme des modèles Bentley Arnage, Bentley Mulsanne, Bentley Hunaudières, Bentley GTZ, Bentley EXP 9 F et Bentley Bentayga.
Son nom Speed 6 et sa couleur British Racing Green font référence à l'histoire de la marque en compétition automobile avec les succès des Bentley Boys aux volants des Bentley Speed Six à moteur 6 cylindres aux 24 Heures du Mans 1929 et 24 Heures du Mans 1930. 
L'habitacle associe luxe traditionnel, travail artisanal, sportivité et haute technologie avec du cuir italien, du bois de cerisier, de l'aluminium, un tableau de bord avec douze écrans LCD circulaires, un écran tactile central de 12 pouces incurvé au-dessus du levier de vitesses, un ensemble de bagages en cuir adaptés au coffre.
Monté sur la nouvelle plateforme commune conçue pour les futurs modèles sport du groupe Volkswagen AG, ce prototype est mû par un moteur V6. Une série éventuelle, au tarif d'environ 120 000 livres sterling, pourrait concurrencer les Porsche Panamera, Jaguar F-Type, Aston Martin V8 Vantage, Aston Martin One-77, Maserati Ghibli III et autre Maserati Alfieri, avec une motorisation V8 hybride biturbo de 4 litres et 500 ch de la Bentley Continental GT3-R.

## Distinction
- Lauréate du titre « plus beau prototype » du concours d'élégance Villa d'Este 2015.

Lauréate du titre plus beau prototype du concours d'élégance Villa d'Este 2015
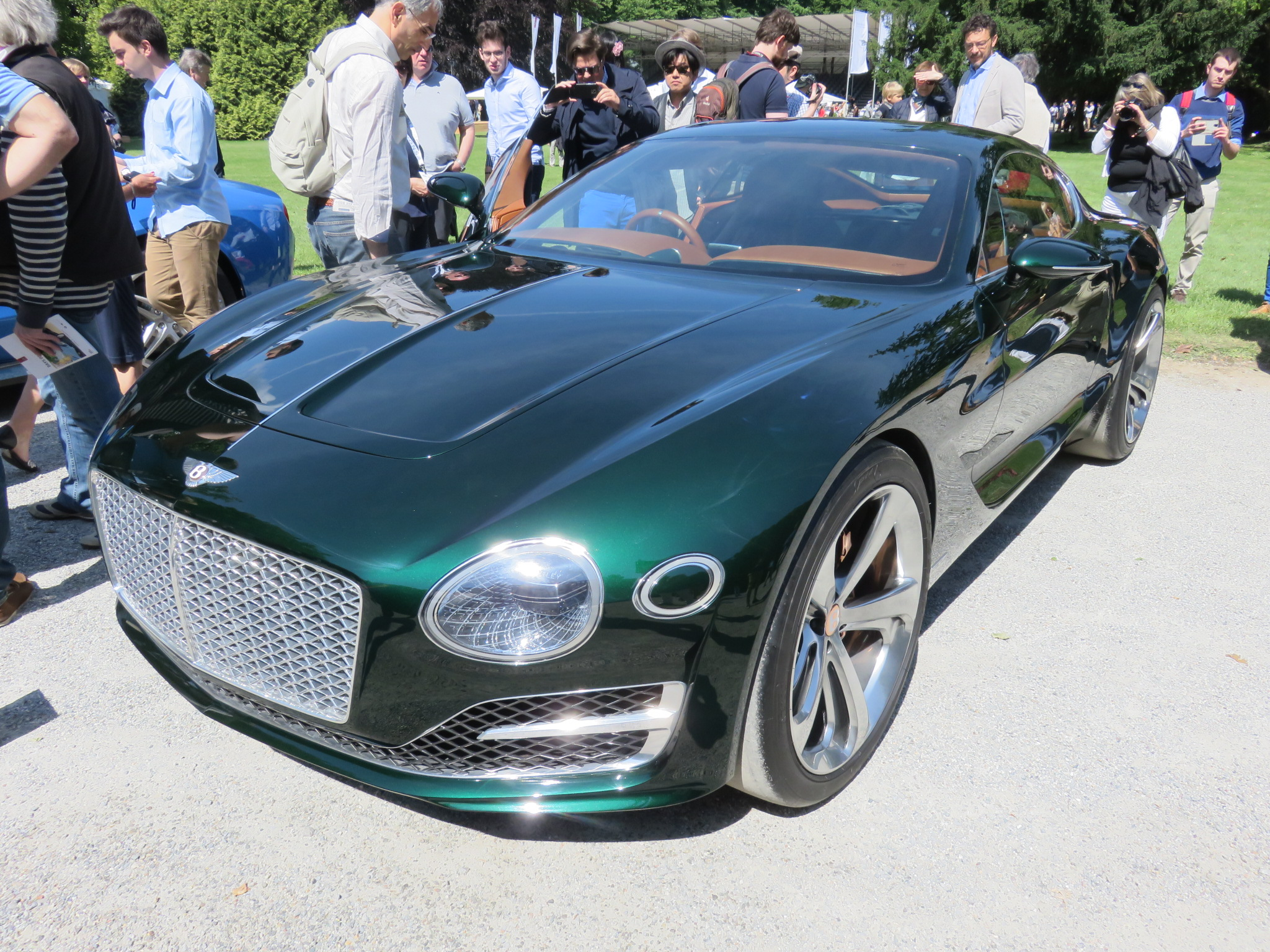
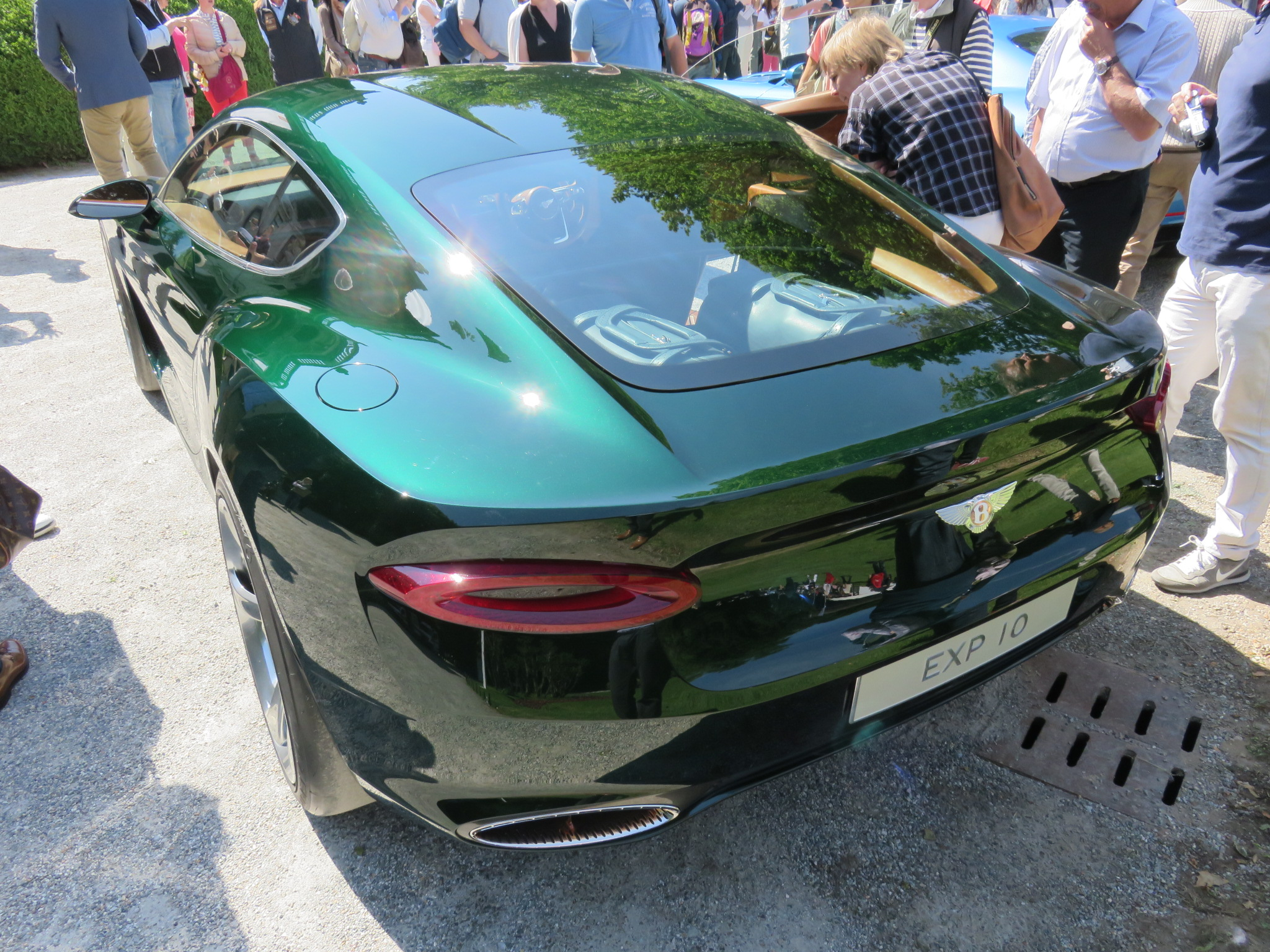
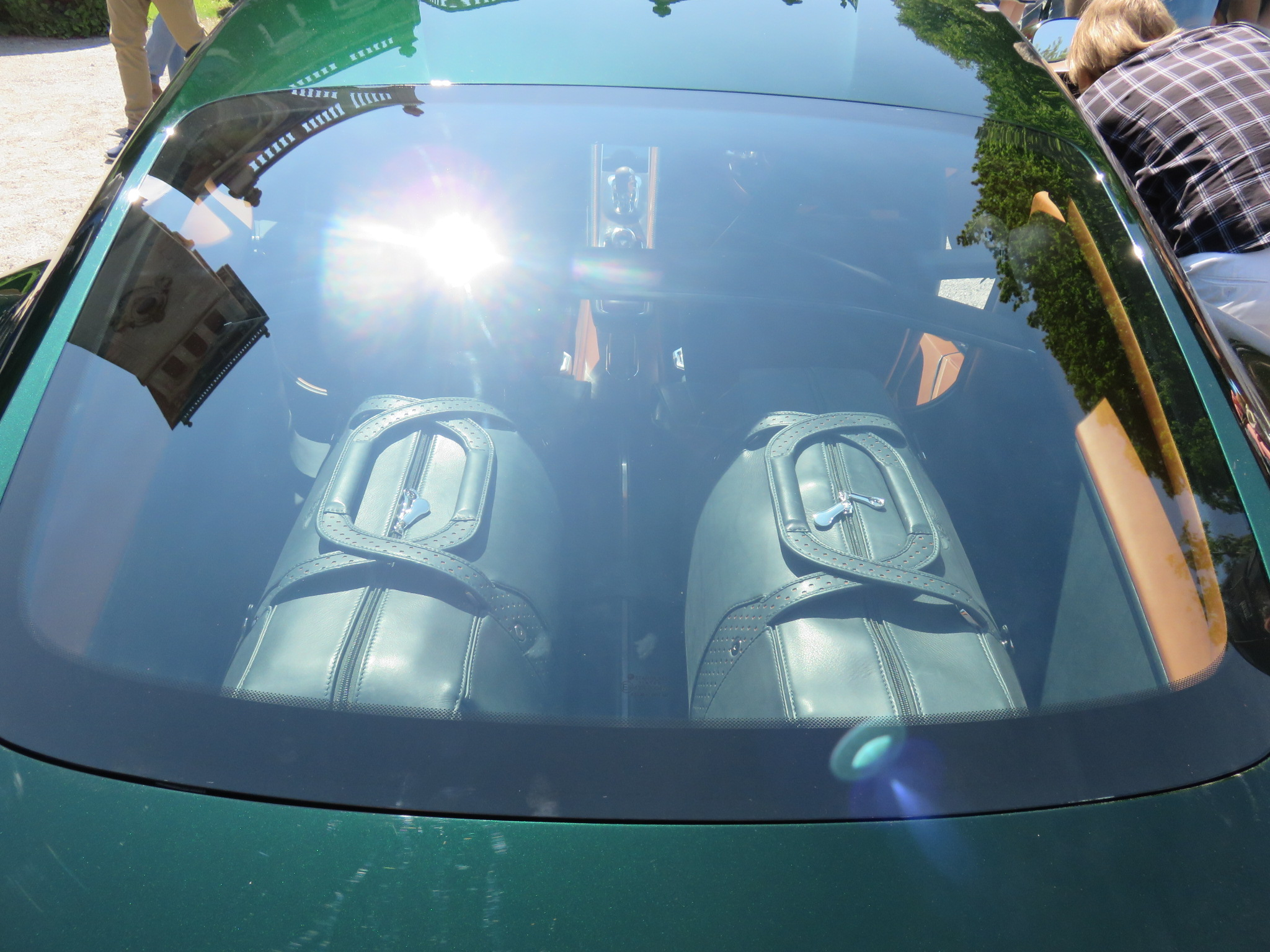
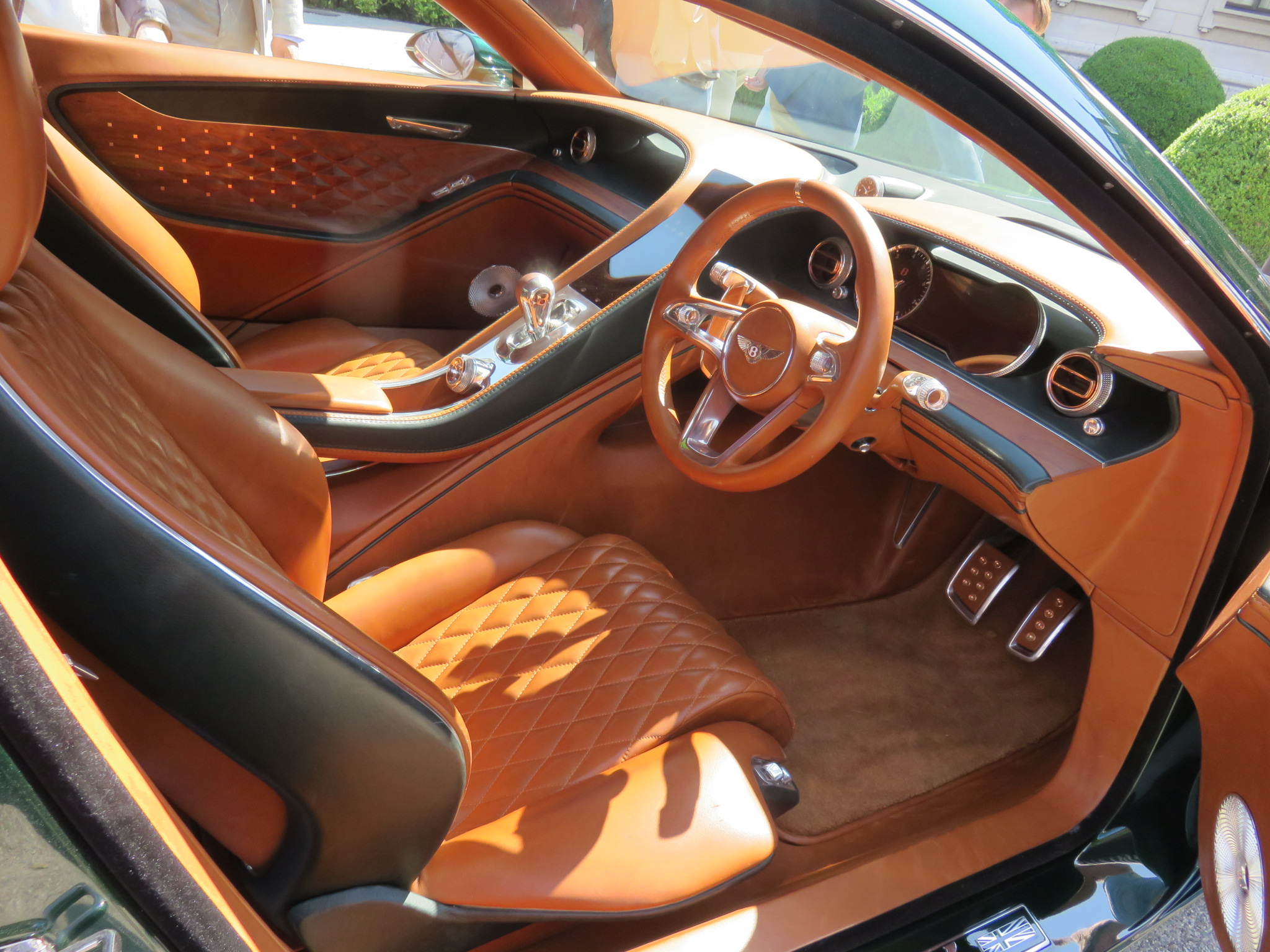